# Wüstung Großenfalz
Die Wüstung Großenfalz ist ein Naturschutzgebiet bei Sulzbach-Rosenberg im Oberpfälzer Landkreis Amberg-Sulzbach in Bayern.
Das Naturschutzgebiet befindet sich 2,7 Kilometer nordwestlich von Sulzbach-Rosenberg.
Das 7 ha große Areal umfasst das ehemalige Dorf Großenfalz. Die Bewohner der Wüstung wurden umgesiedelt, die Gebäude verfielen, die Gärten verwilderten und die Natur hat sich einen Teil ihres ursprünglichen Raumes wieder zurückerobert. In unmittelbarer Nähe wurde früher Eisenerz abgebaut. Entstanden ist hier ein außerordentlich artenreicher Lebensraum mit Lebensgemeinschaften.
Das Naturschutzgebiet wurde am 8. April 1987 unter Schutz gestellt.